# NGC 6185
NGC 6185 (другие обозначения — UGC 10444, MCG 6-36-52, ZWG 196.77, KUG 1631+354, PGC 58493) — спиральная галактика (Sa) в созвездии Геркулес.
Этот объект входит в число перечисленных в оригинальной редакции «Нового общего каталога».